# Churguy-ool Jomusju
Churguy-ool Namgaevich Jomusju (en ruso: Чургуй-оол Намгаевич Хомушку, en tuvano: Чүргүй-оол Намгай оглу Хомушку; 10 de mayo de 1918 - 10 de julio de 1978) fue un oficial soviético de etnia tuvana que combatió en las filas del Ejército Rojo durante la Segunda Guerra Mundial como conductor de tanques T-34 y recibió el título de Héroe de la Unión Soviética. Fue el primer y único tuvano galardonado con dicho título durante la Segunda Guerra Mundial.

## Biografía

### Infancia y juventud
Churguy-ool Jomushku nació en 1918 en el pueblo de Jondelen —en esa época situado en el krai de Urianjái, actualmente ubicado en la República de Tuvá en Rusia—, en el seno de una familia de campesinos. Terminó seis cursos en la escuela y más tarde se convirtió en criador de ganado en una granja colectiva.
En 1936, se alistó en las filas del Ejército Revolucionario Popular Tuvano y poco después se convirtió en miembro del Partido Revolucionario Popular Tuvano. En 1938 después de servir en el ejército, se convirtió en chofer y en 1941 recibió el Certificado de Honor del Pequeño Jural de la República Popular de Tuvá.

### Segunda Guerra Mundial
El 22 de junio de 1941, poco después del inicio de la invasión alemana de la Unión Soviética, tuvo lugar en Tuvá el X Congreso del Gran Jural de la República Popular de Tuvá. Los delegados del Congreso (334 personas) reunidos en la reunión adoptaron por unanimidad una declaración, que proclamaba:

El pueblo de Tuvá, encabezado por su partido y gobierno revolucionarios, está dispuesto con todas sus fuerzas y medios a participar en la lucha del pueblo soviético contra el agresor fascista hasta la victoria final sobre él.

Al adoptar está declaración, Tuvá marcó su entrada en la guerra del lado de la URSS, declarando oficialmente la guerra a la Alemania nazi y sus aliados.  Jomushku presentó una solicitud para que lo enviaran al frente como voluntario, y su petición fue concedida. El 20 de mayo de 1943, Jomushku, como parte del primer grupo de voluntarios tuvanos, partió al frente. Durante algún tiempo, los voluntarios tuvanos recibieron entrenamiento militar en la ciudad de Gorki, en la RSFS de Rusia. Hasta febrero de 1944, cuando fueron finalmente asignados al 25.º Regimiento Independiente de Tanques integrado en el 52.º Ejército del Segundo Frente Ucraniano.
En marzo de 1944, el regimiento participó en la Ofensiva del Dniéper-Cárpatos. El 5 de marzo de 1944, durante un avance de las defensas alemanas cerca de las aldeas de Ryzhanovka y Kobilyaki en el óblast de Cherkasy en la RSS de Ucrania, el tanque conducido por Jomusju irrumpió en las posiciones del enemigo a toda velocidad. Utilizando su armamento y sus orugas, los tanques destruyeron los puestos de tiro y masacraron a la infantería alemana. En dos horas, junto con su tripulación, Jomusju mató a treinta y cinco soldados enemigos y destruyó tres cañones antitanque, siete ametralladoras y dos morteros. Cuando el comandante del tanque resultó herido, Jomusju asumió el mando del blindado.
Unos días después, cerca de la ciudad ucraniana de Uman, tres tanques, entre los que se encontraba el de Jomusju, capturaron 24 aviones alemanes, 80 vehículos y capturaron hasta un centenar de soldados y oficiales enemigos. Esto abrió el camino a una ofensiva posterior. Durante el resto de la guerra el 25.º Regimiento independiente de Tanques participó en las batallas que liberaron Moldavia y luchó en Rumanía y Hungría. Su unidad celebró el Día de la Victoria en Checoslovaquia.
El 24 de marzo de 1945, por decreto del Presídium del Sóviet Supremo de la URSS, «por el desempeño ejemplar de las asignaciones del mando y el valor y coraje mostrados en las batallas contra los invasores fascistas», el subteniente Churguy-ool Jomusju fue galardonado con el título de Héroe de la Unión Soviética con la Orden de Lenin y la medalla de la Estrella de Oro n.º 7008. De esta forma se convirtió en el primer tuvano en ser galardonado con tan alto título y el único durante la Segunda Guerra Mundial.

### Posguerra

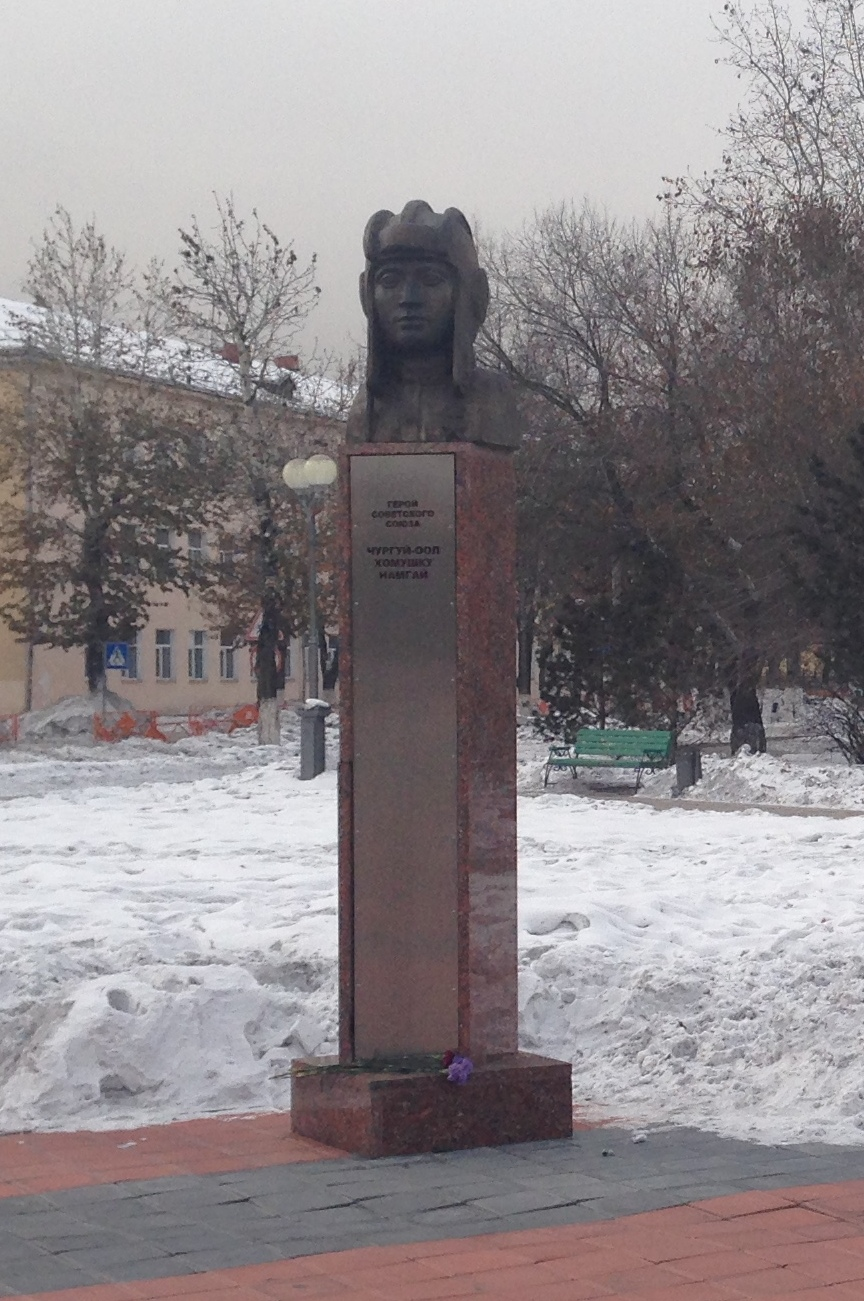
Busto del Héroe de la Unión Soviética Churguy-ool Jomusju situado a la entrada del Parque Nacional de Cultura y Recreación de Kizil (República de Tuvá)

En 1948, se retiró del servicio activo en el ejército, regresó a su Tuvá natal y estableció su residencia en la pequeña localidad rural de Bert-Dag, en el raión de Tes-Jemsky, en la RASS de Tuvá, donde participó activamente en el trabajo creativo y contribuyó a la educación patriótica de la juventud. Murió el 10 de julio de 1978, a la edad de 60 años.

## Condecoraciones
|  | Héroe de la Unión Soviética (24 de marzo de 1945)                                                      |
|  | Orden de Lenin (24 de marzo de 1945)                                                                   |
|  | Orden de la Guerra Patria de 2.do grado                                                                |
|  | Medalla por la Victoria sobre Alemania en la Gran Guerra Patria 1941-1945 (1945)                       |
|  | Medalla Conmemorativa del 20.º Aniversario de la Victoria en la Gran Guerra Patria de 1941-1945 (1965) |
|  | Medalla Conmemorativa por el Centenario del Natalicio de Lenin (1969)                                  |
|  | Medalla del 30.º Aniversario de las Fuerzas Armadas de la URSS (1948)                                  |

Una de las calles de Kizil lleva su nombre. Un busto en su honor está instalado en la plaza cerca del obelisco de los soldados caídos, en la entrada al parque de la ciudad en Kizil. En 2005, con motivo del 60.º aniversario de la victoria en la Gran Guerra Patria, un Yakovlev Yak-42 de Interavia Airlines con número de cola RA 42429, fue nombrado en su honor.